# Station Spooner Row
Spooner Row is een spoorwegstation van National Rail in Spooner Row, South Norfolk in Engeland. Het station is eigendom van Network Rail en wordt beheerd door Greater Anglia. 